# Saut en hauteur masculin aux championnats du monde d'athlétisme 2019
Pour un article plus général, voir Championnats du monde d'athlétisme 2019.
Navigation
Londres 2017 Eugene 2022
L'épreuve du saut en hauteur masculin des championnats du monde de 2019 se déroule les 1er et 4 octobre 2019 dans le Khalifa International Stadium à Doha (Qatar), remportée par le tenant du titre de 2017 et médaillé d'argent des championnats du monde en salle de 2018, Mutaz Essa Barshim, lui-même Qatari.

## Résultats

### Finale
| Rang               | Athlète            | Nationalité             | 2.19m | 2.24m | 2.27m | 2.30m | 2.33m | 2.35m | 2.37m | Marque | Notes |
| ------------------ | ------------------ | ----------------------- | ----- | ----- | ----- | ----- | ----- | ----- | ----- | ------ | ----- |
| Médaille d'or      | Mutaz Essa Barshim | Qatar                   | o     | o     | o     | o     | xxo   | o     | o     | 2.37 m | WL    |
| Médaille d'argent  | Mikhail Akimenko   | Athlète neutre autorisé | o     | o     | o     | o     | o     | o     | xxx   | 2.35 m | PB    |
| Médaille de bronze | Ilya Ivanyuk       | Athlète neutre autorisé | o     | o     | o     | o     | xxo   | o     | xxx   | 2.35 m | PB    |
| 4                  | Maksim Nedasekau   | Biélorussie             | o     | xo    | xo    | xo    | o     | x–    | xx    | 2.33 m |       |
| 5                  | Luis Zayas         | Cuba                    | o     | o     | o     | o     | xxx   |       |       | 2.30 m | PB    |
| 6                  | Brandon Starc      | Australie               | o     | xo    | xxo   | o     | xxx   |       |       | 2.30 m | SB    |
| 7                  | Michael Mason      | Canada                  | o     | o     | o     | xxo   | xxx   |       |       | 2.30 m |       |
| 8                  | Lee Hup Wei        | Malaisie                | o     | o     | xo    | xxx   |       |       |       | 2.27 m |       |
| 8                  | Gianmarco Tamberi  | Italie                  | o     | o     | xo    | x–    | xx    |       |       | 2.27 m |       |
| 10                 | Wang Yu            | Chine                   | o     | o     | xxx   |       |       |       |       | 2.24 m |       |
| 11                 | Jeron Robinson     | États-Unis              | xo    | o     | xxx   |       |       |       |       | 2.24 m |       |
| 12                 | Luis Joel Castro   | Porto Rico              | o     | xxx   |       |       |       |       |       | 2.19 m |       |

### Qualifications
Condition de qualification : avoir franchi 2,31 mètres (Q) ou faire partie des 12 meilleurs sauteurs (q),.
| Rang | Groupe | Nom                | Nationalité             | 2,17m | 2,22m | 2,26m | 2,29m | Marque | Notes |
| ---- | ------ | ------------------ | ----------------------- | ----- | ----- | ----- | ----- | ------ | ----- |
| 1    | B      | Mikhail Akimenko   | Athlète neutre autorisé | o     | o     | o     | o     | 2.29 m | q     |
| 1    | A      | Mutaz Essa Barshim | Qatar                   | o     | o     | o     | o     | 2.29 m | q, SB |
| 1    | A      | Ilya Ivanyuk       | Athlète neutre autorisé | o     | o     | o     | o     | 2.29 m | q     |
| 4    | A      | Brandon Starc      | Australie               | o     | o     | xo    | o     | 2.29 m | q     |
| 4    | A      | Luis Zayas         | Cuba                    | o     | o     | xo    | o     | 2.29 m | q     |
| 6    | B      | Michael Mason      | Canada                  | o     | o     | o     | xo    | 2.29 m | q     |
| 7    | B      | Wang Yu            | Chine                   | o     | o     | xo    | xo    | 2.29 m | q     |
| 8    | B      | Jeron Robinson     | États-Unis              | o     | o     | xxo   | xo    | 2.29 m | q     |
| 9    | B      | Lee Hup Wei        | Malaisie                | o     | o     | o     | xxo   | 2.29 m | q, PB |
| 10   | B      | Gianmarco Tamberi  | Italie                  | o     | o     | xo    | xxo   | 2.29 m | q     |
| 11   | A      | Luis Joel Castro   | Porto Rico              | o     | o     | xo    | xxx   | 2.26 m | q     |
| 11   | A      | Maksim Nedasekau   | Biélorussie             | o     | o     | xo    | xxx   | 2.26 m | q     |
| 13   | A      | Shelby McEwen      | États-Unis              | xxo   | o     | xo    | xxx   | 2.26 m |       |
| 14   | B      | Naoto Tobe         | Japon                   | o     | o     | xxo   | xxx   | 2.26 m |       |
| 14   | B      | Andriy Protsenko   | Ukraine                 | o     | o     | xxo   | xxx   | 2.26 m |       |
| 16   | A      | Tihomir Ivanov     | Bulgarie                | o     | xo    | xxo   | xxx   | 2.26 m |       |
| 16   | A      | Stefano Sottile    | Italie                  | xo    | o     | xxo   | xxx   | 2.26 m |       |
| 18   | B      | Dzmitry Nabokau    | Biélorussie             | o     | xxo   | xxo   | xxx   | 2.26 m |       |
| 19   | B      | Douwe Amels        | Pays-Bas                | o     | o     | xxx   |       | 2.22 m |       |
| 19   | A      | Donald Thomas      | Bahamas                 | o     | o     | xxx   |       | 2.22 m |       |
| 21   | A      | Adrijus Glebauskas | Lituanie                | o     | xo    | xxx   |       | 2.22 m |       |
| 22   | A      | Ryo Sato           | Japon                   | xxo   | xo    | xxx   |       | 2.22 m |       |
| 23   | A      | Django Lovett      | Canada                  | o     | xxo   | xxx   |       | 2.22 m |       |
| 23   | B      | Hamish Kerr        | Nouvelle-Zélande        | o     | xxo   | xr    |       | 2.22 m |       |
| 25   | B      | Takashi Eto        | Japon                   | o     | xxx   |       |       | 2.17 m |       |
| 25   | B      | Joel Baden         | Australie               | o     | xxx   |       |       | 2.17 m |       |
| 25   | B      | Keenon Laine       | États-Unis              | o     | xxx   |       |       | 2.17 m |       |
| 25   | A      | Majd Eddine Ghazal | Syrie                   | o     | xxx   |       |       | 2.17 m |       |
| 29   | B      | Mathew Sawe        | Kenya                   | xo    | xxx   |       |       | 2.17 m |       |
| 30   | B      | Mateusz Przybylko  | Allemagne               | xxo   | xxx   |       |       | 2.17 m |       |
|      | A      | Bohdan Bondarenko  | Ukraine                 | xr    |       |       |       |        |       |

### Légende
Records et Performances
- AR : Record continental (area record)
- CR : Record des championnats (championship record)
- MR : Record du meeting (meet record)
- NR : Record national (national record)
- OR : Record olympique (olympic record)
- PR : Record paralympique (paralympic record)
- PB : Record personnel (personal best)
- SB : Meilleure performance personnelle de la saison (season's best)
- WL : Meilleure performance mondiale de l'année (world leader)
- WJR : Record du monde junior (world junior record)
- WR : Record du monde (world record)

Circonstances et Conditions
- DNF : N'a pas terminé (did not finish)
- DNS : N'a pas pris le départ (did not start)
- DQ : Disqualification (disqualification)
- NM : Aucun essai valable enregistré (No Mark)
- Q : Qualifié « directement » au prochain tour (ou à la prochaine compétition), lors d'une compétition majeure, grâce au classement ou à la réalisation des minima (automatic qualifier)
- q : Qualifié au prochain tour (ou à la prochaine compétition), lors d'une compétition majeure, grâce au repêchage ou à la réalisation de l'une des meilleures performances parmi celles des « non qualifiés directement » (grâce au meilleur temps ou à la meilleure distance par exemple) (secondary qualifier)